# Polina Jerebțova
Polina Viktorovna Jerețova  (în limba rusă: Полина Викторовна Жеребцова, născută pe 20 martie 1985, Cecenia) este o jurnalistă și scriitoare, persoană care ține un jurnal zilnic al războiului din Cecenia.
Jurnalul a devenit un simbol al istoriei război din Cecenia..
În 2011 a publicat prima ei carte, iar  în 2013 a primit azil politic în Finlanda.

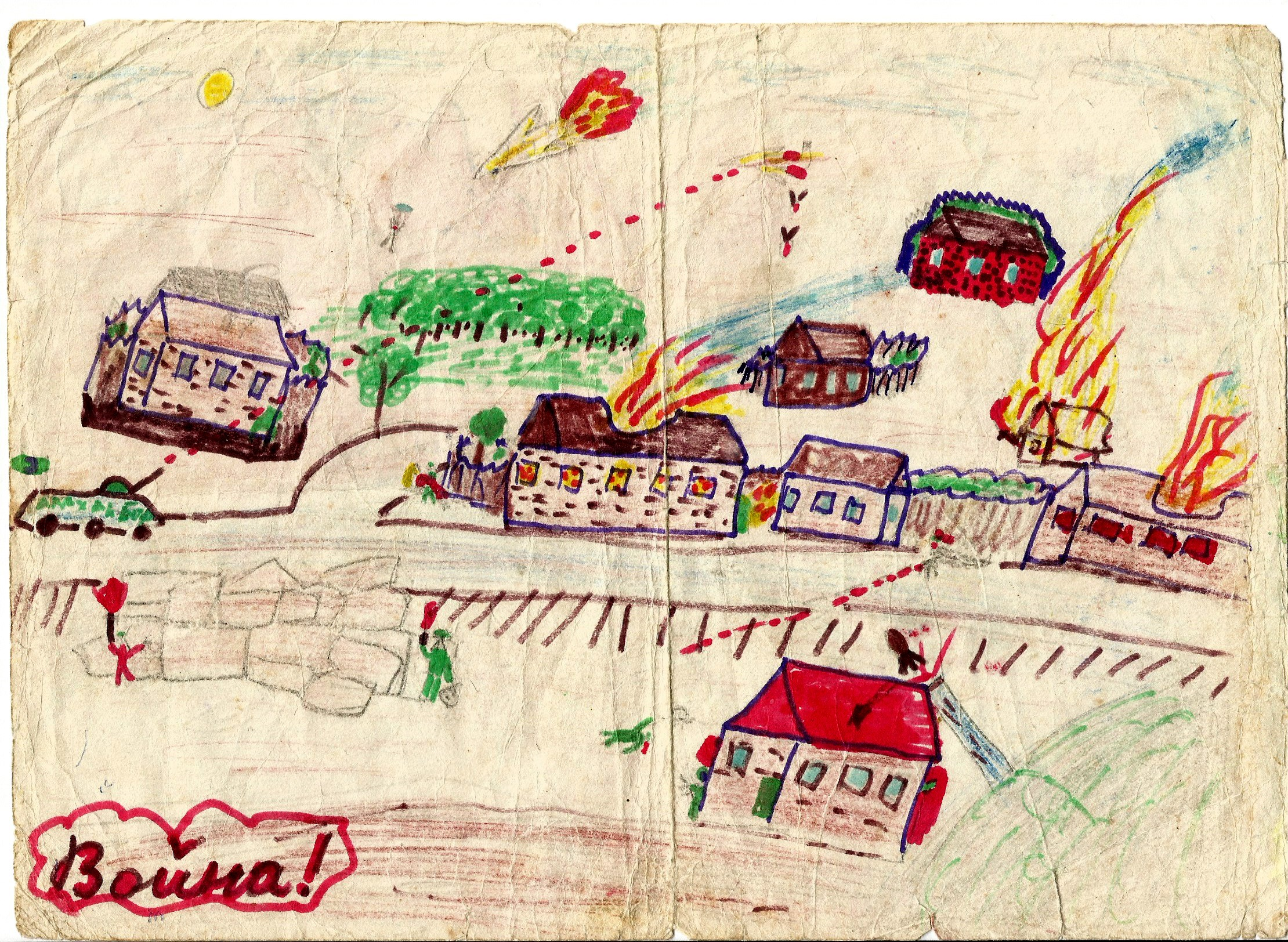
Război Cecen, 1995 (de poze Poline)